# Ergalataxinae
Sous-famille
Les Ergalataxinae sont une sous-famille de mollusques gastéropodes de la famille des Muricidae.

## Liste des genres
Selon World Register of Marine Species (11 mai 2016) :
- genre Bedevina Habe, 1946
- genre Cronia H. Adams & A. Adams, 1853
- genre Cytharomorula Kuroda, 1953
- genre Daphnellopsis Schepman, 1913
- genre Drupella Thiele, 1925
- genre Ergalatax Iredale, 1931
- genre Lataxiena Jousseaume, 1883
- genre Lindapterys Petuch, 1987
- genre Maculotriton Dall, 1904
- genre Morula Schumacher, 1817
- genre Muricodrupa Iredale, 1918
- genre Oppomorus Iredale, 1937
- genre Orania Pallary, 1900
- genre Pascula Dall, 1908
- genre Phrygiomurex Dall, 1904
- genre Spinidrupa Habe & Kosuge, 1966
- genre Tenguella Arakawa, 1965
- genre Trachypollia Woodring, 1928
- genre Uttleya Marwick, 1934

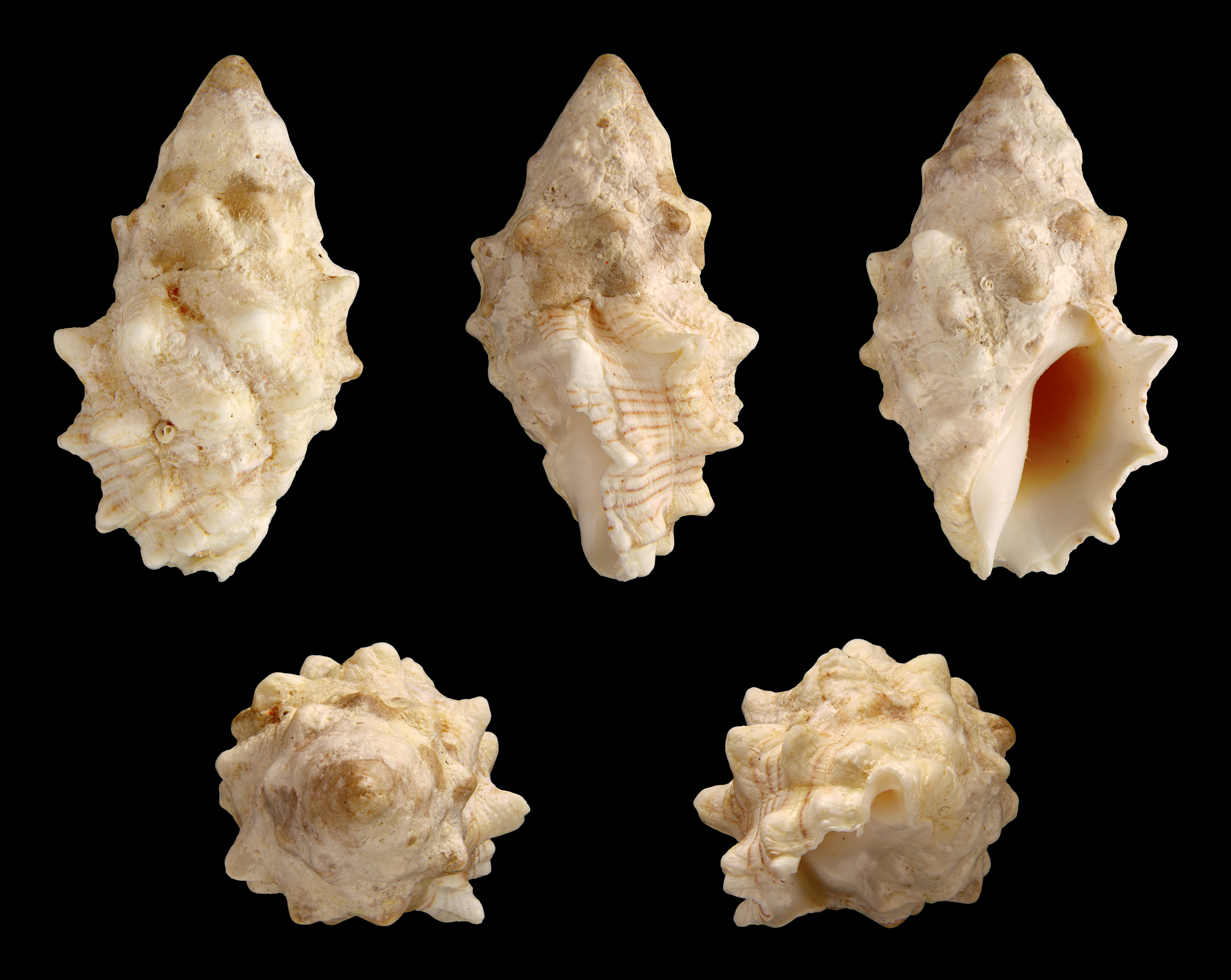
Drupella cornus.
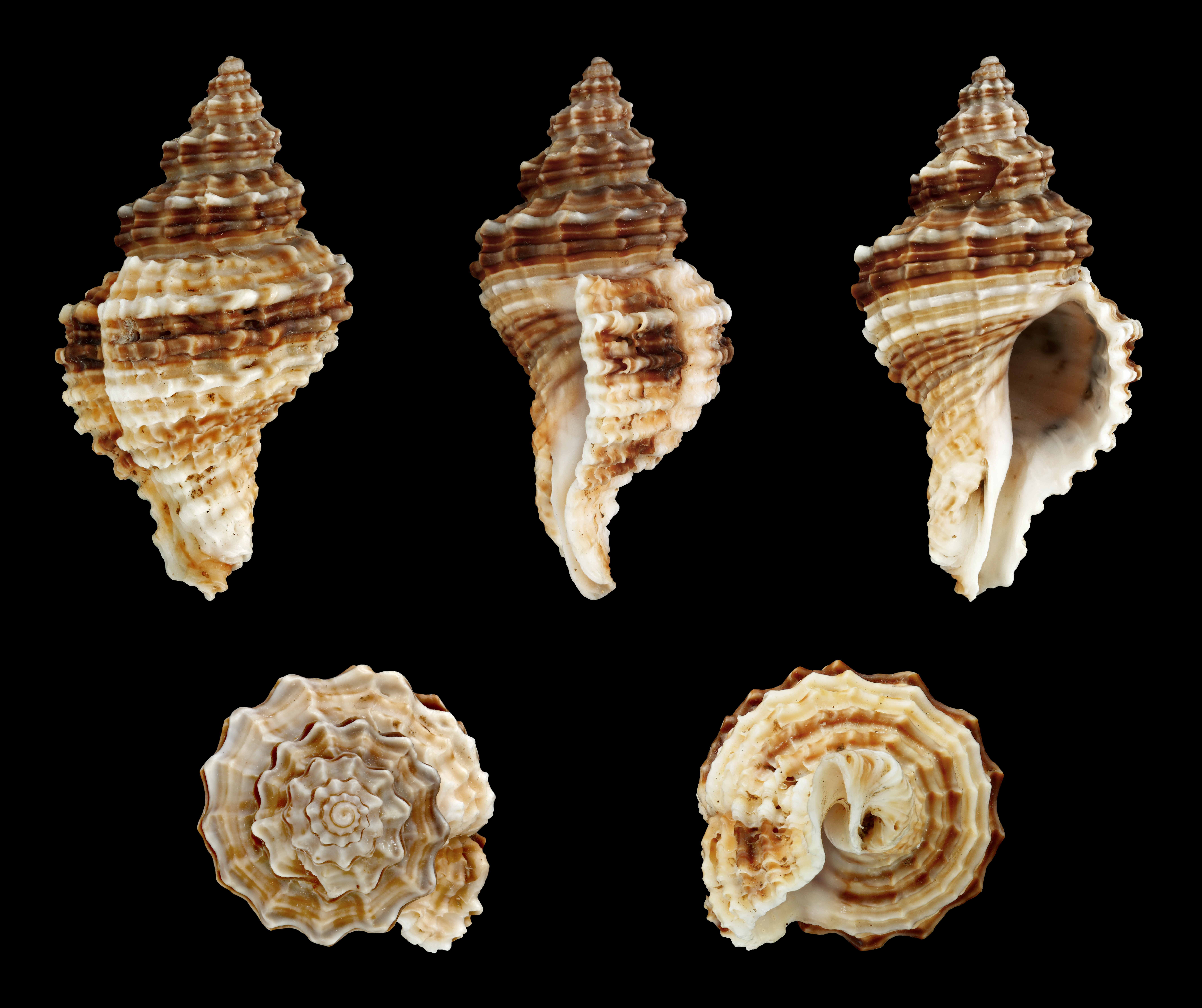
Lataxiena fimbriata.
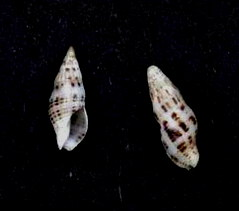
Maculotriton serriale.
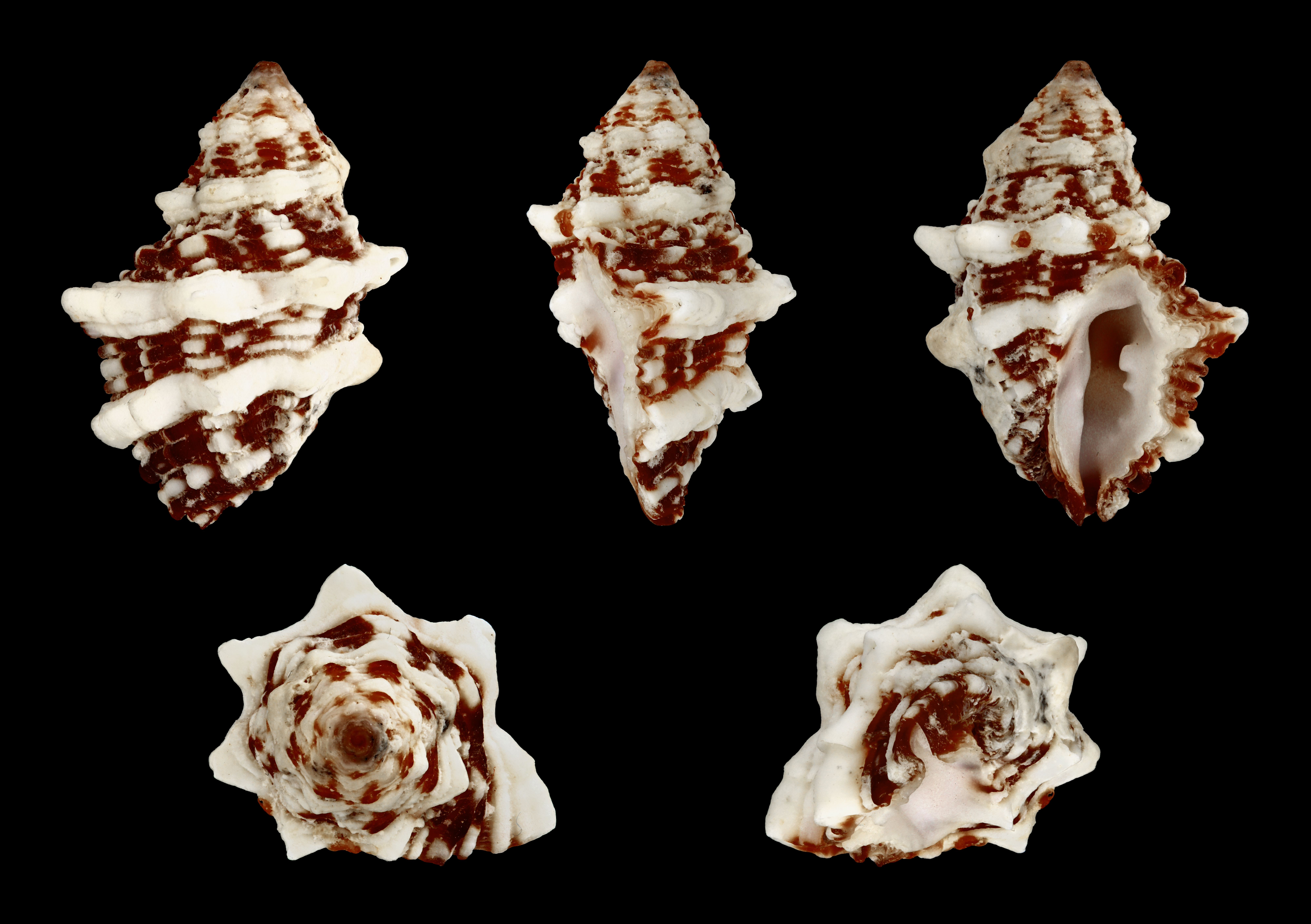
Morula biconica.
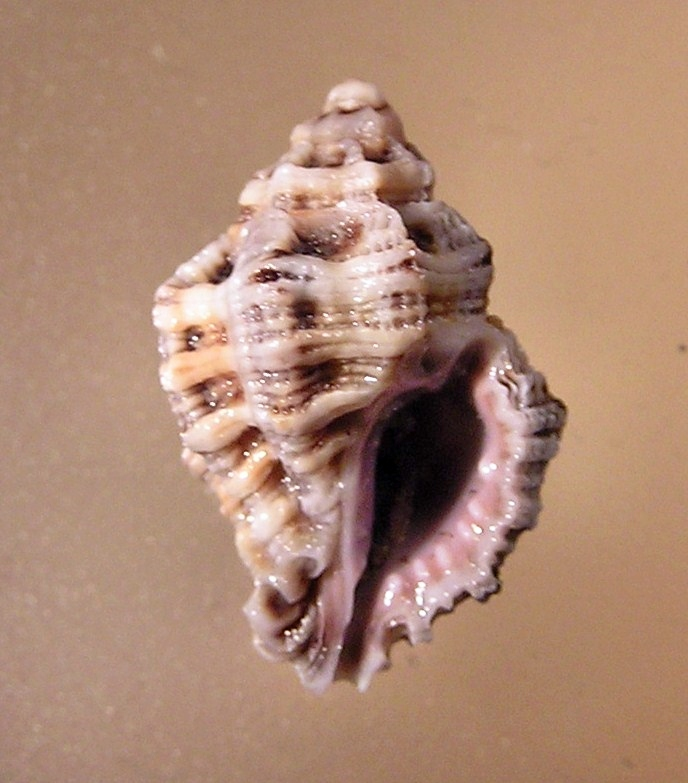
Muricodrupa fiscella.
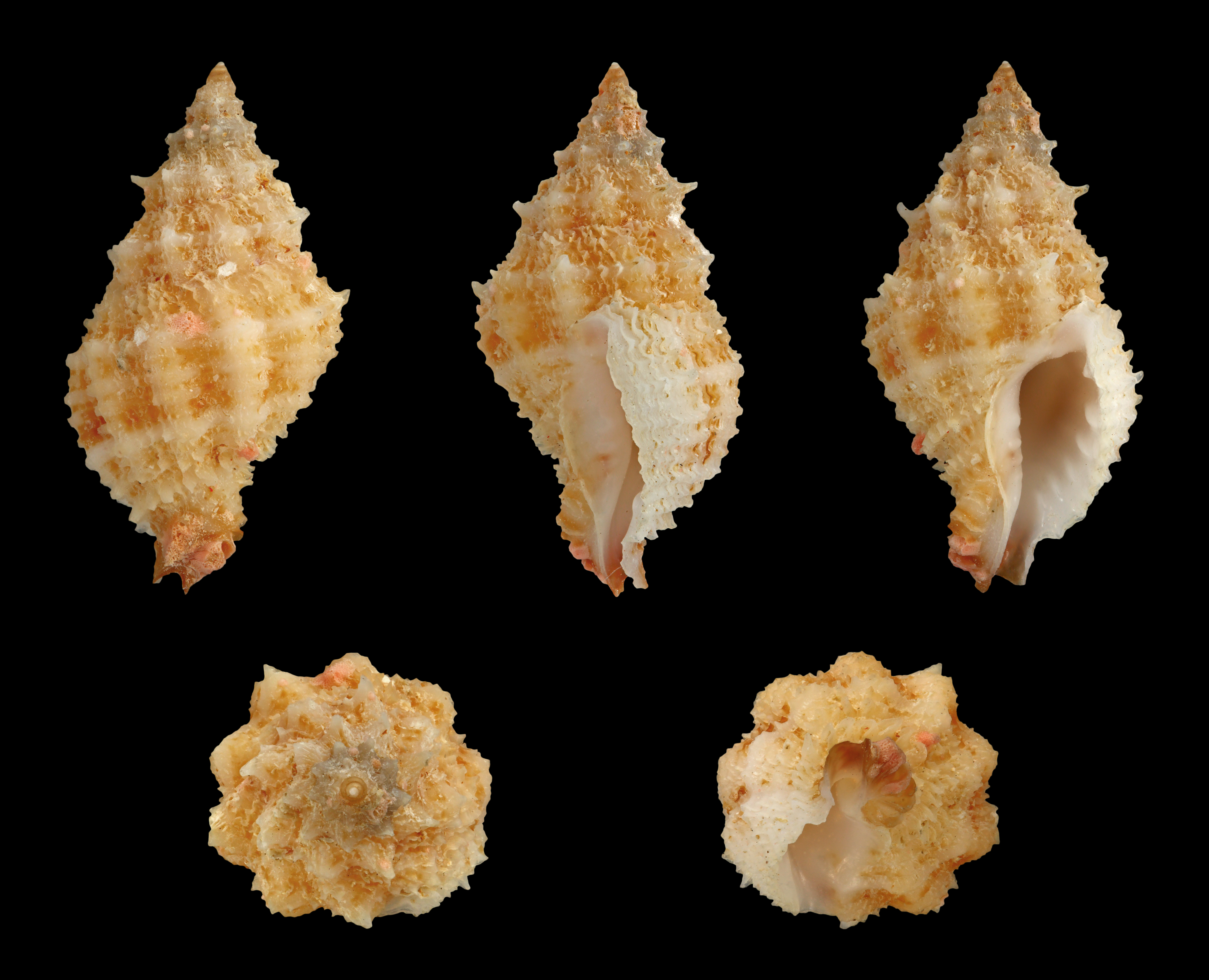
Orania pacifica.
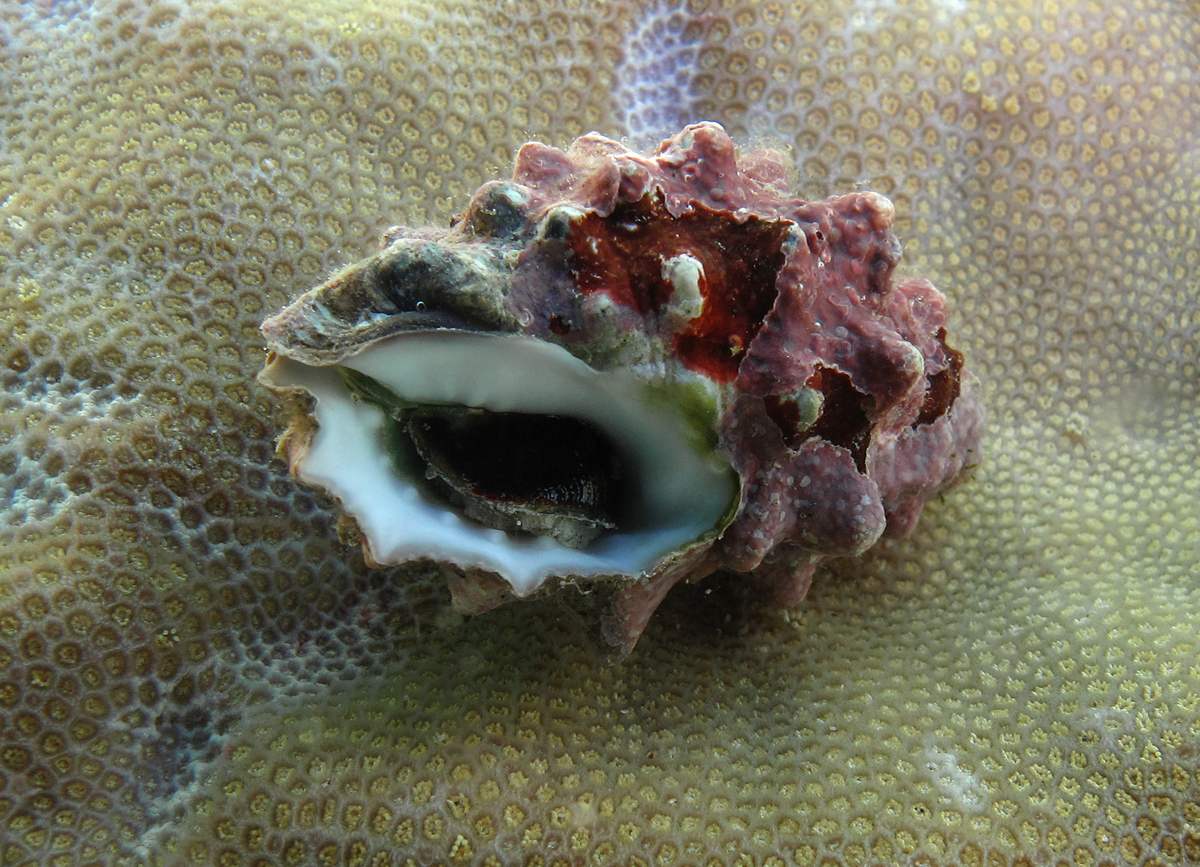
Tenguella granulata.
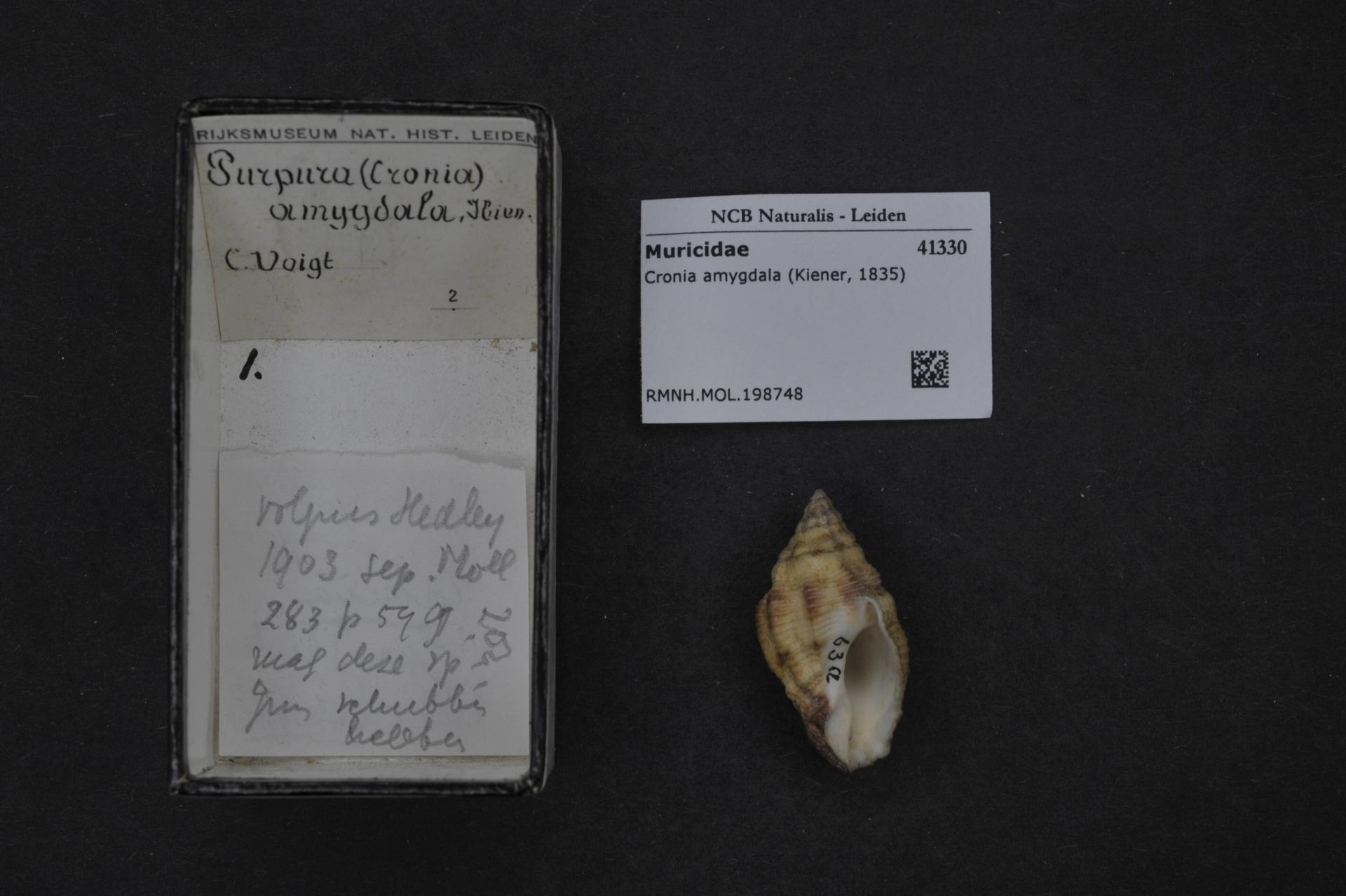
Cronia amygdala.
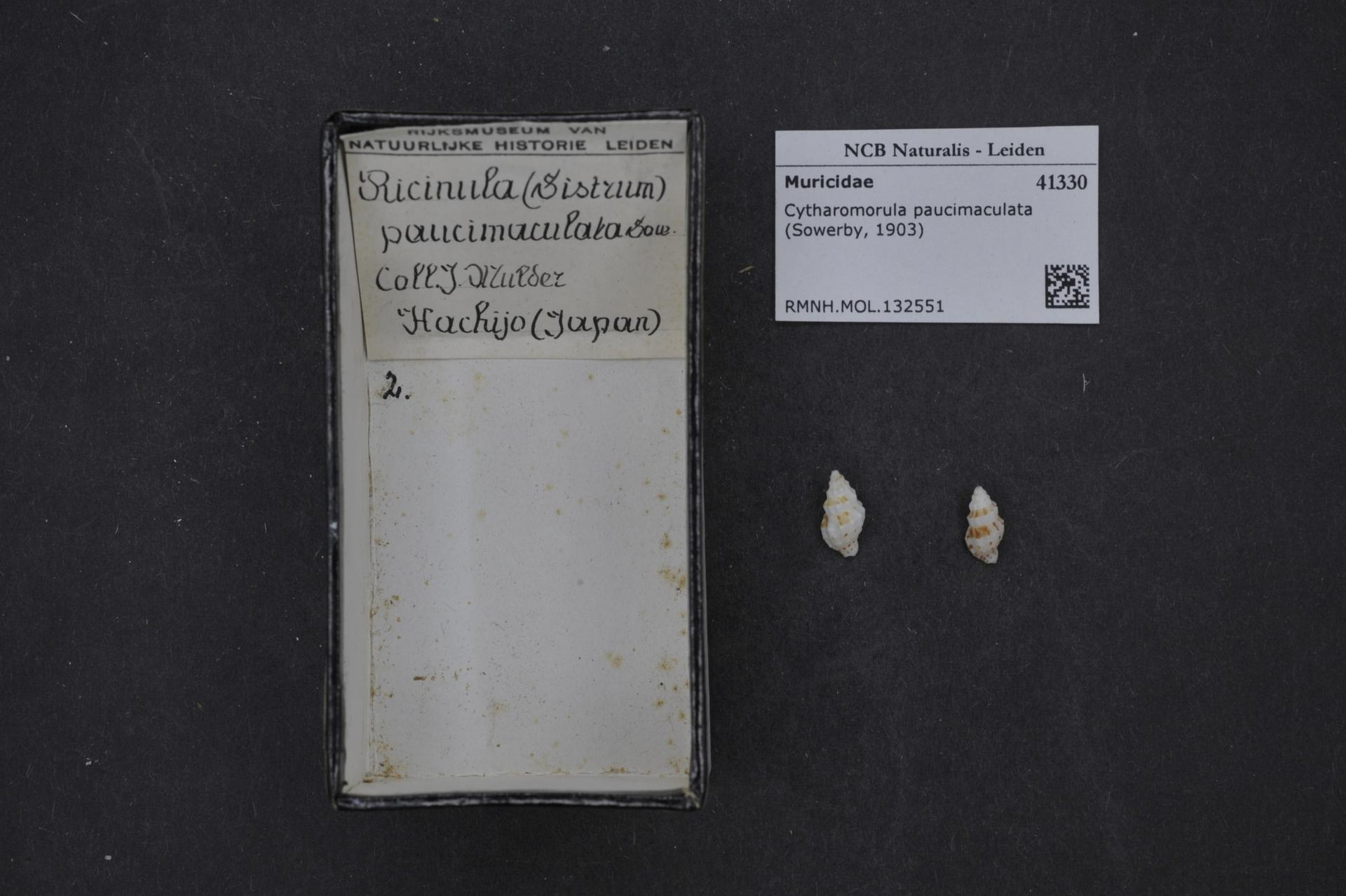
Cytharomorula paucimaculata.
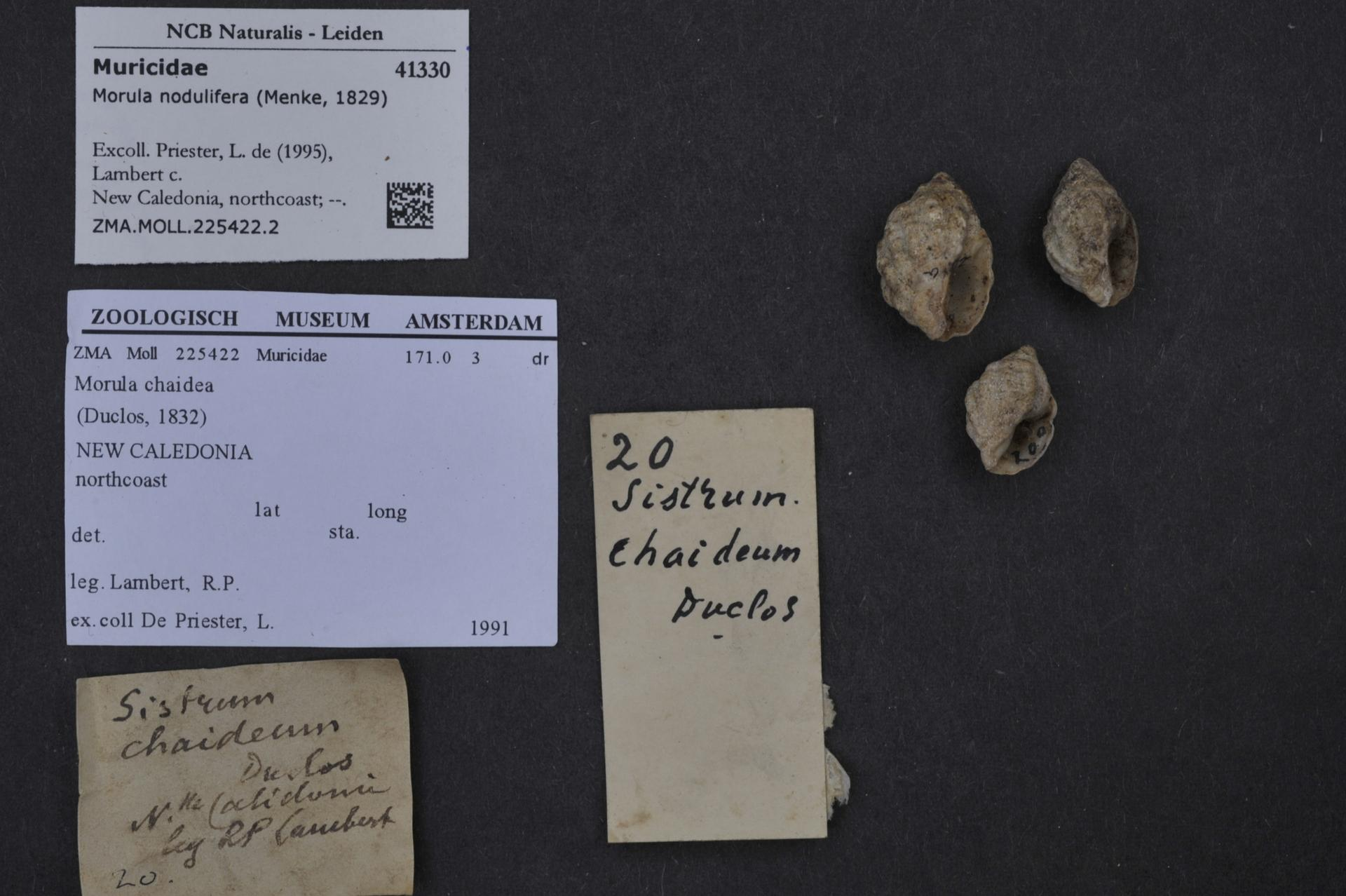
Oppomorus noduliferus.
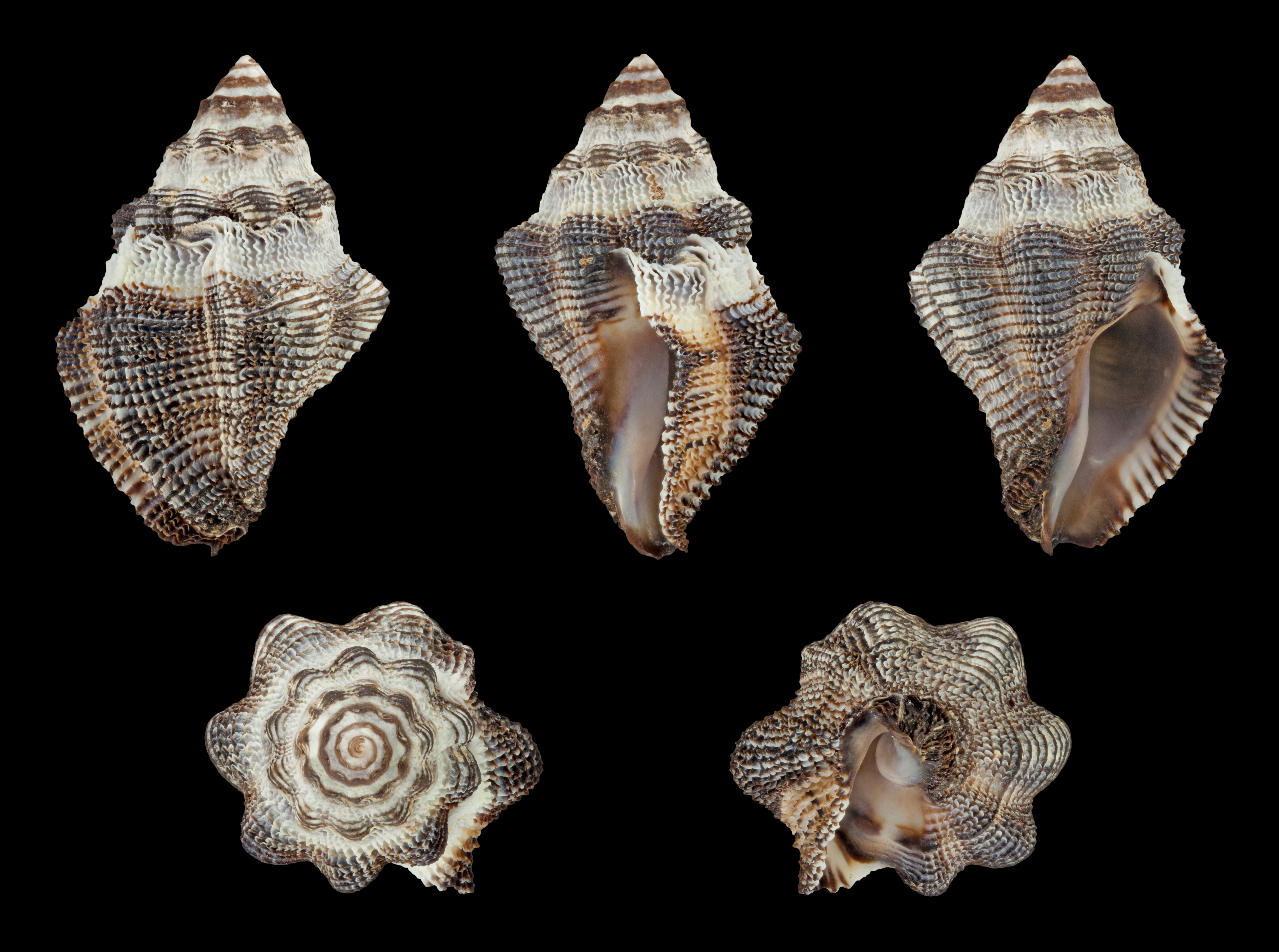
Ergalatax crassulnata, des Ergalatax, des Ergalataxinae.